# Лоренцо Андреначчі
Лоренцо Андреначчі (італ. Lorenzo Andrenacci; нар. 2 січня 1995, Фермо) — італійський футболіст, воротар «Брешії».

## Ігрова кар'єра
Народився 2 січня 1995 року в місті Фермо. Вихованець юнацьких команд футбольних клубів «Мілан» та «Брешія».
У дорослому футболі дебютував 2014 року виступами за команду «Брешія», в якій протягом сезону взяв участь у 3 матчах Серії B.
Не пробившись до основного складу «Брешії», протягом 2015—2017 років провів по сезону в оренді за «Комо» та «Фано».
2017 року повернувся до «Брешії», де протягом наступних чотирьох сезонів був резервним голкіпером, взявши участь зокрема у шести матчах у сезоні 2019/20, який його команда проводила в Серії A.
Влітку 2021 року на правах вільного агента уклав трирічний контракт з «Дженоа», де став одним з дублерів досвідченого Сальваторе Сірігу. Провів у цій команді півроку і, так і не дебютувавши у її складі в офіційних іграх, повернувся до «Брешії».

## Статистика виступів

### Статистика клубних виступів
Станом на 18 червня 2022
| Сезон              | Команда            | Чемпіонат          | Чемпіонат | Чемпіонат | Національний кубок | Національний кубок | Національний кубок | Континентальні кубки | Континентальні кубки | Континентальні кубки | Інші змагання | Інші змагання | Інші змагання | Усього | Усього |
| Сезон              | Команда            | Ліга               | Ігор      | Голів     | Ліга               | Ігор               | Голів              | Ліга                 | Ігор                 | Голів                | Ліга          | Ігор          | Голів         | Ігор   | Голів  |
| ------------------ | ------------------ | ------------------ | --------- | --------- | ------------------ | ------------------ | ------------------ | -------------------- | -------------------- | -------------------- | ------------- | ------------- | ------------- | ------ | ------ |
| 2014–15            | «Брешія»           | B                  | 3         | -2        | КІ                 | 0                  | 0                  | -                    | -                    | -                    | -             | -             | -             | 3      | -2     |
| 2015–16            | «Комо»             | B                  | 0         | 0         | КІ                 | -                  | -                  | -                    | -                    | -                    | -             | -             | -             | 0      | 0      |
| 2016–17            | «Фано»             | ЛП                 | 13        | -17       | КІ-ЛП              | 2                  | -2                 | -                    | -                    | -                    | -             | -             | -             | 15     | –      |
| 2017–18            | «Брешія»           | B                  | 0         | 0         | КІ                 | 0                  | 0                  | -                    | -                    | -                    | -             | -             | -             | 0      | 0      |
| 2018–19            | «Брешія»           | B                  | 7         | -9        | КІ                 | 0                  | 0                  | -                    | -                    | -                    | -             | -             | -             | 7      | -9     |
| 2019–20            | «Брешія»           | A                  | 6         | -16       | КІ                 | 0                  | 0                  | -                    | -                    | -                    | -             | -             | -             | 6      | -16    |
| 2020–21            | «Брешія»           | B                  | 1         | -1        | КІ                 | 0                  | 0                  | -                    | -                    | -                    | -             | -             | -             | 1      | -1     |
| 2021–січ. 22       | «Дженоа»           | A                  | 0         | 0         | КІ                 | 0                  | 0                  | -                    | -                    | -                    | -             | -             | -             | 0      | 0      |
| січ.-черв. 2022    | «Брешія»           | B                  | 0         | 0         | КІ                 | -                  | -                  | -                    | -                    | -                    | -             | -             | -             | 0      | 0      |
| 2022–23            | «Брешія»           | B                  | 0         | 0         | КІ                 | 1                  | -1                 | -                    | -                    | -                    | -             | -             | -             | 1      | -1     |
| Усього за «Брешію» | Усього за «Брешію» | Усього за «Брешію» | 17        | -28       |                    | 1                  | -1                 |                      | -                    | -                    |               | -             | -             | 18     | -29    |
| Усього за кар'єру  | Усього за кар'єру  | Усього за кар'єру  | 30        | -45       |                    | 3                  | -3                 |                      | -                    | -                    |               | -             | -             | 33     | -48    |